# Christelijke Jongelingsvereniging Prediker 12:1a
De Christelijke Jongelingsvereniging Prediker 12:1a bestond van 1861 tot 1962 als jongerenvereniging in de Nederlandse stad Leiden. De vereniging maakte deel uit van een protestants-christelijke netwerk van kerkgenootschappen, verenigingen en stichtingen in de toentertijd sterk verzuilde maatschappij. Ook in andere steden bestonden vergelijkbare verenigingen.

## Geschiedenis
De eerste jongelingsvereniging in Leiden was de in 1854 opgerichte "Jongelings-vereeniging onder alle standen te Leyden", die gebruik maakte van de "Zaal der Vereeniging voor Chr. Belangen" aan het Noordeinde. De lokalen van de Vereeniging dienden ook als een drukbezocht centrum voor bijeenkomsten van andere verwante groeperingen, zoals volgens een opgave uit 1859 een hulpzendelingsgenootschap, de Vereniging van Vrienden Israëls, de Christelijke Vereniging (een broederkring), de Vereniging Broederliefde (een bibliotheekvoorziening voor minvermogenden), de Kiezersvereniging Nederland en Oranje, de eerdergenoemde Jongelings-vereeniging onder alle standen, en een kinderhulpzendelinggenootschap. Een druk bezochte activiteit was de zondagsschool onder leiding van predikant Daniël Chantepie de la Saussaye. De "Jongelings-vereeniging" was geen lang leven beschoren maar een zestal ongetrouwde jongemannen uit de leden besloot op 10 juni 1861 tot de oprichting van de Christelijke Jongelingsvereniging Prediker 12:1a, kortweg aangeduid als 'Prediker'.
Prediker kende al snel een bloeiend en activistisch bestaan. Men deed aan straatevangelisatie en organiseerde Bijbellezingen en spreekbeurten over godsdienstige onderwerpen. Ook werden anti-kermisbijeenkomsten belegd tijdens de viering van Leidens ontzet. In 1865 werd een eigen zondagsschool opgericht. In 1867 vormde zich uit de zondagsschool een onderafdeling voor jongens van twaalf tot zestien jaar: 'I Koningen 18:12b'. In 1880 splitste deze zich in 'I Koningen 18:12b' voor de twaalf- tot veertienjarigen en 'Jozua 24:12b' voor de veertien- tot zestienjarigen.
Later werden er ook films vertoond (door de rondreizende Royal American Electro Bioscope van de heer M.H. van Genne uit Den Haag), waarvan de opbrengst bestemd werd voor het Bouwfonds en werd tijdens de Eerste Wereldoorlog vanwege de door de mobilisatie ontstane schaarste zelfs zaalruimte beschikbaar gesteld voor algemene activiteiten, zoals de opleiding voor Kommies bij den Post- en Telegraafdienst in Ned.-Indië en de tekenlessen van de Katholieke Volksbond.
Tijdens het interbellum nam de belangstelling voor de vereniging geleidelijk af, onder andere door de opkomst van gemengde christelijke jongerenverenigingen. Prediker organiseerde steeds meer gemengde gezelligheidsactiviteiten, hoewel de studieavonden aan de jongelingen voorbehouden bleven. Na de Tweede Wereldoorlog liep het ledental verder terug ondanks pogingen om dat tegen te gaan. Op 10 juni 1961 werd in het gebouw "Prediker" nog een herdenkingsbijeenkomst georganiseerd ter gelegenheid van het eeuwfeest van de vereniging, maar een jaar later moest het bestuur besluiten om tot opheffing over te gaan.

## Gebouw
De vereniging werd opgericht in een pand aan de Middelstegracht tegenover het Schachtenhofje. Dat werd kennelijk al snel te klein, want in 1865 huurde men enkele zalen in het weeshuis aan de Hooglandsekerkgracht.
Rond 1880 begon men om te zien naar een eigen pand. Er werd een Bouwfonds ingesteld, dat in eerste instantie gevuld werd uit collectes, giften en leningen. In 1884 kocht men het voormalige "koffiehuis De Eendracht" in de Janvossensteeg. Na een verbouwing werd dit in gebruik genomen. Het Bouwfonds bleef bestaan en werd verantwoordelijk voor het financiële beheer en het onderhoud van het verenigingsgebouw.
In 1910 werd het oude gebouw gesloopt en werd overgegaan tot de bouw van het nu nog bestaande gebouw. Het bevatte naast enkele kleine zaaltjes ook een grote zaal, waarmee ruimte kon worden geboden voor de bijeenkomsten van alle Leidse christelijke verenigingen. Daar was behoefte aan omdat het eerdergenoemde vergaderlokaal aan het Noordeinde in 1908 plaats had gemaakt voor een christelijke lagere school naar ontwerp van architect W.C. Mulder.
Het opvallende tegeltableau op de gevel van het gebouw aan de Janvossensteeg is gemaakt door de voormalige plateelbakkerij Rozenburg (de naam Rozenburg staat rechtsonder op het tableau). Prediker 12 vers 1a verwijst naar de Bijbeltekst: ‘En gedenk aan uw Schepper in de dagen uwer jongelingschap, eer dat de kwade dagen komen en de jaren naderen, van dewelke gij zeggen zult: ik heb geen lust in dezelve’. In de volksmond kreeg het gebouw al snel de naam Pret van 12 tot 1.
Ter gelegenheid van de opheffing van de vereniging droeg het bestuur op 2 augustus 1962 het gebouw Prediker over aan de centrale kerkvoogdij van de Leidse Hervormde gemeente. Die nam het in gebruik als kerkelijk wijkgebouw. Ook hier kwam een eind aan, maar de na verkoop gerenoveerde conciërgewoning wordt nog steeds bewoond door christelijke studenten van de christelijke studentenvereniging  C.S.F.R Panoplia, en is het oudste dispuutshuis, genaamd Huize Prediker. 